# Сант-Анджело-а-Куполо
Сант-Анджело-а-Куполо (італ. Sant'Angelo a Cupolo) — муніципалітет в Італії, у регіоні Кампанія, провінція Беневенто.
Сант-Анджело-а-Куполо розташований на відстані близько 220 км на південний схід від Рима, 55 км на північний схід від Неаполя, 8 км на південь від Беневенто.
Населення — 4334 особи (2014).
Щорічний фестиваль відбувається 8 травня. Покровитель — святий Архангел Михаїл.

## Демографія
Населення за роками:

Станом на 1 січня 2023 року в муніципалітеті офіційно проживало 125 іноземців з 24 країн, серед них 66 громадян країн Євросоюзу та 22 громадяни України.

## Сусідні муніципалітети
- Беневенто
- Чеппалоні
- К'янке
- Сан-Леучіо-дель-Санніо
- Сан-Мартіно-Санніта
- Сан-Нікола-Манфреді